# Фридман, Виктор (лингвист)
Ви́ктор Фри́дман (англ. Victor A. Friedman) — американский лингвист и педагог, специалист по македонском языку и языкам балканского союза, а также по кавказским языкам (в первую очередь лакскому).

## Биография
Родился в Чикаго в 1949 году в семье потомков еврейских иммигрантов из Российской империи и Румынии.
В 1966—1970 годах обучался в Рид-колледже в Портленде, где получил степень бакалавра. Дипломная работа на тему «Гусли-самогуды: форма и содержание в русских волшебных сказках» (англ. Gusli-Samogudy: A Study of Form and Content in the Russian Magic Tale) была защищена с отличием.
Далее учился в Чикагском университете, специализируясь на славянских языках и литературе. Также посещал курсы и семинары в Ленинградском государственном университете (1969), Портлендском университете (1970), Университете в Скопье (1971, 1972).
В июне 1975 года защитил с отличием диссертацию по глагольной системе македонского языка (англ. The Grammatical Categories of the Macedonian Indicative: A Study in Syntax, Semantics, and Structure), причем впервые диссертация была защищена сразу по двум отделениям — отделению славянских языков и литератур и отделению лингвистики.
В 1975—1993 годах предподавал в Университете Северной Каролины в Чапел-Хилле на отделении славянских языков.
С 1993 года работает в Чикагском университете, в том числе в университетском Колледже, на отделении лингвистики, отделении антропологии и отделении славянских языков и литератур. Также в 2005—2015 годах был директором CEERES — Центра восточноевропейских, русских и евразийских исследований (англ. Center for East European, Russian, and Eurasian Studies).
Среди тем читаемых им курсов — языковые контакты, языковая идентичность, история балканских языков и литератур, введение в славянское языкознание, введение в изучение албанского, болгарского, цыганского, македонского, русского, старославянского, лакского, грузинского, турецкого языков.
В 2000 году ему было присуждено почётное звание профессора имени Эндрю Меллона в области гуманитарных наук.

## Псевдоним
В 1970-80-е годы Виктор Фридман опубликовал в журнале Maledicta несколько статей по обсценной лексике (в том числе русской и грузинской) под псевдонимом Boris Sukitch Razvratnikov. Все эти статьи (Elementary Russian Obscenity, Elementary Georgian Obscenity, On Christian-Moslem Relations in the Balkans, Latent Accusative Tendencies in the Skopje Dialect) он приводит без указания псевдонима в списке своих научных работ.

## Основные труды
- The Grammatical Categories of the Macedonian Indicative. Columbus: Slavica, 1977. 210 pp.
- Linguistic Emblems and Emblematic Languages: On Language as Flag in the Balkans (Kenneth E. Naylor Memorial Lecture Series in South Slavic Linguistics, No. 1). Columbus, OH: Department of Slavic and East European Languages and Literatures, The Ohio State University, 1999. 34 pp.
- Macedonian. (Languages of the World/Materials 117). Munich: LinCom Europa, 2002. 60 pp.
- Turkish in Macedonia and Beyond: Studies in Contact, Typology, and Other Phenomena in the Balkans and the Caucasus. Wiesbaden: Harrassowitz, 2003. xvi+191 pp.
- Studies on Albanian and Other Balkan Languages. Peja: Dukagjini, 2004. 546 pp.
- Deloto na akademik Viktor Fridman [Macedonian: The work of academician Victor Friedman]. Skopje, Macedonia: Abakus, 2009. 233 pp.
- Очерки лакского языка. Махачкала: ИЯЛИ ДНЦ РАН, 2011. 168 pp.
- Makedonistički Studii [Macedonian: Macedonian Studies]. Skopje: Macedonian Academy of Arts and Sciences, 2011. 236 pp.
- The Balkan Languages. Cambridge: Cambridge University Press, 2010. (with Brian Joseph)
- Speaking the Language: Modes of Culture and Identity in Southeast Europe and Southeast Asia. Kuala Lumpur: KITA, UK, 2012. 30 pp.
- The Balkan Languages. Cambridge: Cambridge University Press, 2025. (with Brian Joseph) https://doi.org/10.1017/9781139019095